# سوپرمن و لوئیز
سوپرمن و لوئیز (انگلیسی: Superman & Lois) یک مجموعه تلویزیونی درام ابرقهرمانی آمریکایی است که توسط تاد هلبینگ و گرگ برلانتی برای شبکه سی دابلیو ساخته شده و بر اساس شخصیت‌های دی سی کامیکس سوپرمن و لوئیس لین و توسط جری سیگل و جو شوستر ساخته شده‌است. تایلر هوچلین و بیتسی تالوک نقش شخصیت‌های اصلی این فیلم کلارک کنت / سوپرمن، یک ابرقهرمان لباس پوشیده و لوئیس لین، روزنامه‌نگار Daily Planet بازی می‌کنند. این مجموعه در Arrowverse تنظیم می‌شود، و با سایر مجموعه‌های تلویزیونی حق رای دادن تداوم دارد.
این سریال در اکتبر سال ۲۰۱۹ معرفی شد و سفارش آن برای ساخت سریال در ژانویه ۲۰۲۰ است. فیلمبرداری در اکتبر سال ۲۰۲۰ آغاز شد و انتظار می‌رفت در ژوئن ۲۰۲۱ به پایان برسد. سوپرمن و لوئیز در ۲۳ فوریه ۲۰۲۱ به نمایش درآمد و برای فصل دوم در ماه مارس نیز تمدید شد.
این سریال مورد تحسین هواداران و منتقدان قرار گرفت و داستانی جدید و آنرا اغلب نوآورانه بیان می کنند.

## داستان
کلارک کنت / سوپرمن و لوئیز لین با پسرانشان جاناتان و جوردن به اسمالویل بازگشتند و در آنجا با لانا لانگ، همسرش کایل کوشینگ و دخترشان سارا دوباره آشنا می‌شوند، اما زندگی عجیب آنها با ورود یک غریبه پایان می‌یابد.

## بازیگران و شخصیت‌ها
- تایلر هوچلین در نقش کال ال / کلارک کنت / سوپرمن: ابرقهرمانی از کریپتون که از زمین دفاع می‌کند و شوهر لوئیس است.[۲]
- الیزابت تولوچ در نقش لوییز لین: روزنامه‌نگار روزنامه متروپولیس دیلی سیاره و همسر کلارک.
- جوردن الساس در نقش جاناتان کنت: پسر متواضع و مهربان کلارک و لوئیس. نام وی به نام جاناتان کنت ، پدر خوانده کلارک است.
- الکس گارفین در نقش جوردن کنت: پسر باهوش کلارک و لوئیس که اضطراب اجتماعی دارد و به تنهایی از انجام بازی‌های ویدیویی لذت می‌برد. او قدرت پدرش را به ارث برده‌است، گرچه متبحرانش فقط در «انفجارهای کوچک» هستند. نام وی به نام پدر بیولوژیکی کلارک، جور-ال است.
- اریک والدز در نقش کایل کوشینگ: شوهر لانا و رئیس آتش‌نشانی اسمالویل که فردی بی عاطفه و ساینده است. او در مورد زندگی در یک شهر کوچک، با گلایه‌های خیالی دربارهٔ شهرهای بزرگ، تراشه ای بر دوش خود دارد. تحقیر مطبوعات است؛ به هر قیمتی طرفدار تجارت بزرگ است.
- در حقیقت ناوارت در نقش سارا کوشینگ: دختر «کودک وحشی» کایل و لانا که با پسران کنت دوست می‌شود.
- وله پارک در نقش جان هنری آیرونز / استیل: یک بازدید کننده مرموز از زمین موازی ناشناخته که می‌خواست به جهانیان ثابت کند دیگر نیازی به سوپرمن ندارد - دوست و متحد سوپرمن.
- آدام راینر در نقش مورگان اج: یک مغول خود ساخته، فصیح و پرشور و برادر ناتنی کال ال که قصد دارد زمین را به دومین کریپتون تبدیل کند.
- دیلن والش در نقش ساموئل لین: پدر لوییس، ژنرالی بدون مزخرف، ارتش اعتیاد به کار که مصمم است آمریکا و جهان را از هرگونه تهدید در امان نگه دارد.
- امانوئل چریکی در نقش لانا لانگ کوشینگ: دوست قدیمی کلارک کنت و افسر وام در اسمالویل بانک.